# Ejn Mahil
Ejn Mahil (hebrejsky עֵין מָאהִל‎) nebo Ajn Máhil (arabsky عين ماهل‎, v oficiálním přepisu do angličtiny Ein Mahel, přepisováno též Ein Mahil) je místní rada (malé město) v Izraeli, v Severním distriktu.

## Geografie
Leží v nadmořské výšce 465 metrů v Dolní Galileji, v pohoří Harej Nacrat (Nazaretské hory), které na západním okraji města graduje vrcholem Har Jona. Na jih od města terén spadá postupně u vrcholku Har Dvora do Jizre'elského údolí, respektive do jeho severovýchodní části nazývané Bik'at Ksulot. Tam také hluboce zaříznutými soutěskami směřují vádí Nachal Dvora a Nachal Barak Ben Avino'am.
Město je situováno přibližně 90 km severovýchodně od centra Tel Avivu a 35 km jihovýchodně od centra Haify, v hustě zalidněné aglomeraci Nazaretu, 5 km severovýchodně od centra Nazaretu. Osídlení v tomto regionu je etnicky smíšené. Vlastní město je osídleno izraelskými Araby stejně jako samotný Nazaret, ale aglomerace je tvořena i židovskými sídly. Na západě je to město Nazaret Ilit. Ejn Mahil je na dopravní síť napojen pomocí místních komunikací v rámci aglomerace, které vedou přes čtvrť Nazaretu Ilit zvanou Har Jona.

## Dějiny
Ejn Mahil vznikl patrně ve středověku, zmiňuje se v dobách křižáckých válek. Podle jedné teorie ale obec navazuje na město Mahir (מהיר‎) připomínané v Talmudu. V obci funguje devět mateřských škol, dvě základní školy a další základní škola je ve výstavbě. Stojí tu tři mešity. Původně šlo o zemědělskou vesnici, ale růst obyvatelstva v aglomeraci Nazaretu vedl k zastavění většiny zemědělských pozemků.
Ejn Mahil byl stejně jako celá oblast okolo Nazaretu dobyt izraelskou armádou během první arabsko-izraelské války v červenci 1948 v rámci Operace Dekel. Obyvatelstvo nebylo vysídleno a vesnice si udržela svůj arabský ráz. V roce 1964 byla povýšena na místní radu (malé město).
Ejn Mahil čelí vážným ekonomickým problémům. V roce 1999 tu nezaměstnanost dosahovala 19 %. Obyvatelé uvádějí jako jeden z důvodů zábor zemědělské půdy na úkor okolních židovských obcí. V roce 2009 ohlásil starosta židovského města Nazaret Ilit záměr výstavby nové čtvrti určené pro ultraortodoxní Židy, která má vyrůst při stávající čtvrti Har Jona a má mít kapacitu 3050 bytových jednotek. Har Jona leží na území, které bylo v roce 1967 odděleno od správních hranic arabských měst Ejn Mahil, Kafr Kanna a Mašhad, což představitelé těchto arabských obcí trvale kritizují.

## Demografie
Ejn Mahil je etnicky čistě arabské město. Podle údajů z roku 2005 tvořili 100 % obyvatel arabští muslimové. Jde o sídlo městského typu, byť zástavba má zejména na okrajích obce rozvolněný a spíše venkovský ráz. K 31. prosinci 2015 zde žilo 12 500 lidí.
| Rok            | 1912 | 1922 | 1931 | 1945  | 1955  | 1961  | 1972  | 1980  | 1983  | 1990  | 1993  | 1994  | 1995  | 1996  | 1997  | 1998  | 1999  | 2000  |
| -------------- | ---- | ---- | ---- | ----- | ----- | ----- | ----- | ----- | ----- | ----- | ----- | ----- | ----- | ----- | ----- | ----- | ----- | ----- |
| Počet obyvatel | 372  | 516  | 628  | 1 040 | 1 500 | 2 000 | 3 500 | 4 900 | 5 100 | 6 600 | 7 300 | 7 500 | 7 900 | 8 200 | 8 400 | 8 600 | 8 900 | 9 200 |

| Rok            | 2001  | 2002  | 2003   | 2004   | 2005   | 2006   | 2007   | 2008   | 2009   | 2010   | 2011   | 2012   | 2013   | 2014   | 2015   |
| -------------- | ----- | ----- | ------ | ------ | ------ | ------ | ------ | ------ | ------ | ------ | ------ | ------ | ------ | ------ | ------ |
| Počet obyvatel | 9 600 | 9 800 | 10 100 | 10 400 | 10 600 | 10 800 | 11 000 | 11 267 | 11 170 | 11 400 | 11 700 | 11 800 | 12 100 | 12 300 | 12 500 |